# Duckwalk (musikalbum)
Duckwalk är ett musikalbum från 1996 där den amerikansk-svenske pianisten Steve Dobrogosz spelar egna låtar tillsammans och sin kvartett.

## Låtlista
Alla sångerna är skrivna av Steve Dobrogosz.
1. Duckwalk – 3'13
2. Go – 3'52
3. Down South – 5'31
4. American Green – 4'59
5. Honey Do – 4'11
6. Innocents – 9'31
7. Elvis – 5'18
8. Road Song – 5'18
9. Odor of Love – 5'48
10. The Wild Bird Flies – 9'47

## Medverkande
- Steve Dobrogosz – piano
- Dave Wilczewski – saxofon
- Olle Steinholtz – bas
- Magnus Öström – trummor